# N.E.C. in het seizoen 1973/74
Het seizoen 1973/1974 was het 20e jaar in het bestaan van de Nijmeegse betaaldvoetbalclub N.E.C. De club kwam uit in de Nederlandse Eredivisie en eindigde daarin op de 17e plaats, dit betekende rechtstreekse degradatie naar de Eerste divisie. Tevens deed de club mee aan het toernooi om de KNVB Beker, hierin werd in de derde ronde verloren van FC Groningen (1–2).

## Wedstrijdstatistieken

### Eredivisie
|       | Ajax  | FC Amsterdam | AZ '67 | Feyenoord | Go Ahead Eagles | De Graafschap | FC Groningen | FC Den Haag-ADO | Haarlem | MVV   | NAC   | PSV   | Roda JC | Sparta | Telstar | FC Twente '65 | FC Utrecht |
| ----- | ----- | ------------ | ------ | --------- | --------------- | ------------- | ------------ | --------------- | ------- | ----- | ----- | ----- | ------- | ------ | ------- | ------------- | ---------- |
| Thuis | 1 – 1 | 0 – 0        | 0 – 1  | 0 – 2     | 2 – 2           | 1 – 2         | 3 – 0        | 0 – 0           | 3 – 0   | 2 – 2 | 1 – 2 | 1 – 2 | 4 – 0   | 2 – 1  | 1 – 1   | 0 – 2         | 0 – 1      |
| Uit   | 2 – 1 | 5 – 0        | 0 – 0  | 6 – 1     | 1 – 1           | 1 – 0         | 2 – 0        | 1 – 0           | 2 – 1   | 0 – 1 | 1 – 3 | 2 – 1 | 1 – 1   | 2 – 0  | 2 – 1   | 2 – 0         | 2 – 1      |

### KNVB Beker
| 2e ronde                                         | N.E.C.         | 1 – 0 (1 – 0) | SC Amersfoort                  |
| 10 november 1973 Plaats: Nijmegen Goffertstadion | Piet Kamps 25' |               |                                |
| 3e ronde                                         | N.E.C.         | 1 – 2 (0 – 1) | FC Groningen                   |
| 20 januari 1974 Plaats: Nijmegen Goffertstadion  | Jan Peters 60' |               | 36' Jaap Bos 61' Bjarne Jensen |

## Statistieken N.E.C. 1973/1974

### Eindstand N.E.C. in de Nederlandse Eredivisie 1973 / 1974
| Stand | Gespeeld | Gewonnen | Gelijk | Verloren | Punten | Doelpunten voor | Doelpunten tegen |
| ----- | -------- | -------- | ------ | -------- | ------ | --------------- | ---------------- |
| 17e   | 34       | 6        | 9      | 19       | 21     | 33              | 51               |

### Topscorers
| #      | Naam            | Goal |
| ------ | --------------- | ---- |
| 1.     | Manfred Priewe  | 8    |
| 2.     | Jan van Deinsen | 6    |
| 3.     | Piet Kamps      | 5    |
| 4.     | Herman Gerdsen  | 4    |
| 5.     | John Frandsen   | 2    |
| 5.     | Jan Peters      | 2    |
| 7.     | Ben Gerritsen   | 1    |
| 7.     | Guus Hoevenberg | 1    |
| 7.     | Cees Kornelis   | 1    |
| 7.     | Ad Mellaard     | 1    |
| 7.     | Jo Peters       | 1    |
| 7.     | Sije Visser     | 1    |
| Totaal | Totaal          | 33   |

| #      | Naam       | Goal |
| ------ | ---------- | ---- |
| 1.     | Piet Kamps | 1    |
| 1.     | Jan Peters | 1    |
| Totaal | Totaal     | 2    |